# Лофофор
Лофофор је кружни или потковичасти набор телесног зида животиња лофофора (Tentaculata, Lophophorata) који окружује усни отвор и на коме се налази венац тентакула. У тентакуле, које су такође набори телесног зида, залазе продужеци целома.
Код потковичастих црва из рода Phoronis је једном браздом одвојен од тела, док је код врста рода Phoronopsis набором у виду појаса. 
Код морских маховина лофофор може бити двојаког облика:
- кружан, код оних врста које живе у морској води и
- потковичаст, код слатководних врста.

Кружан лофофор морских маховина носи 8-34, а потковичаст 16-106 тентакула.
Код шкољки светиљки лофофор се налази у предњем делу двокапке љуштуре између набора плашта. Тентакуле се код њих налазе на пару спирално увијених ручица које се налазе са обе стране усног отвора.